# Модель Дюпона
Модель Дюпона (англ. DuPont Analysis) — метод фінансового аналізу, що розкладає рентабельність власного капіталу (ROE) на ключові показники для виявлення драйверів ефективності діяльності підприємства. Метод вперше був розроблений у 1912 році фінансовим відділом компанії «DuPont de Nemours» з метою оцінки операційної ефективності та управління капіталом. З часом підхід набув широкого поширення серед фінансових аналітиків і став стандартом для порівняння компаній різних галузей.

## Опис моделі
Модель Дюпона базується на розкладенні показника рентабельності власного капіталу (ROE, Return on Equity) на три основні компоненти:
П'ятикомпонентна модель додає деталізацію операційної ефективності та податкового навантаження:
Операційна маржа = Операційний прибуток / Дохід
Ефективність витрат = Операційні витрати / Дохід
Податковий вплив = Чистий прибуток / Операційний прибуток після сплати податків
Сім-компонентна модель включає чистий обіг основних засобів та інвестиційну політику.

## Приклад розрахунку
Компанія «А» має:
Чистий прибуток — 50 млн грн
Виторг — 500 млн грн
Активи — 1000 млн грн
Власний капітал — 500 млн грн
Розрахунки:
Рентабельність продажу = 50 / 500 = 0.10 (10 %)
Оборотність активів = 500 / 1000 = 0.5
Фінансове плече = 1000 / 500 = 2
Тоді ROE = 0,10 × 0,5 × 2 = 0.10 (10 %).

## Застосування
Внутрішній аналіз ефективності бізнес-підрозділів
Порівняння конкурентів у галузі
Оцінка впливу стратегії фінансування та операційних змін
Інвестиційний аналіз і прийняття рішень

## Переваги і обмеження

### Переваги
Дозволяє деталізувати вплив окремих чинників на загальну рентабельність власного капіталу.
Сприяє виявленню слабких місць у ланцюгу створення вартості.
Застосовна для компаній з різними обліковими політиками при узгодженні формул.

### Обмеження
Не враховує якісні фактори, такі як управлінські рішення поза балансом.
Залежить від облікових методів і може бути спотворена при різних стандартах обліку.
Фінансовий леверидж підвищує ризик, що не зображено в моделі.

## Критика
Модель ігнорує грошові потоки та ліквідність компанії.
Не враховує ризики й волатильність ринку.
Може давати хибні сигнали при екстремальних економічних умовах.